# Bélapataka
Bélapataka (1898-ig Valaszka-Bella, szlovákul Valaská Belá) község Szlovákiában, a Trencséni kerületben, a Privigyei járásban.

## Fekvése
Privigyétől 28 km-re északnyugatra fekszik, a Belanka-patak partján.

## Története
A falut a 14. században a vlach jog alapján alapították. 1324-ben „Belafelde” alakban említik először. Az Ujfalussy család birtoka, majd 1427-től a Bossányiaké, később a nyitrai püspökségé, a Rudnayaké és a Splényieké.
A 16. században a kaszai váruradalom része. 1553-ban 2 adózó portája volt. 1715-ben 34 háztartása létezett. 1778-ban 100 gazda, 130 zsellér és egy nemesi család élt a településen. A 18. század végén a faluban malom, posztógyártó és 3 kovács működött.
A 18. század végén Vályi András így ír róla: „BELLA. Tót falu Nyitra Vármegyében, földes Ura Báró Splényi, és Rudnyai Uraságok, lakosai katolikusok, fekszik Bajmótztól két mértföldnyire, határjában mind a’ két féle fája van, földgyének termékenysége középszerű, gyümöltse, ’s legelője elég, malma helyben, piatzozása Bányán, és Prividnyén; de mivel szőlö hegye nintsen, réttye második, földgye pedig a’ harmadik Osztályba számláltatott.”
1828-ban 432 háza és 3027 lakosa volt. Lakói mezőgazdasággal, állattartással, szövéssel, seprűkészítéssel, kosárfonással, mezőgazdasági eszközök készítésével foglalkoztak.
Fényes Elek 1851-ben kiadott geográfiai szótárában így ír a faluról: „Béla (Valaszka), tót falu, Nyitra vgyében, Trencsén vgye szélén. Lakja, az irtásokat is ide számlálva, 3103 kath., 10 zsidó. Van kath. paroch. temploma, nagy erdeje, liszt- és fűrészmalma, sovány földe. F. u. b. Splényi, Rudnay sat. Ut. p. Privigye.”
Pálinkafőzdéjét 1869-ben építették.
Borovszky Samu monográfiasorozatának Nyitra vármegyét tárgyaló része szerint: „Valaszka-Bela, a Rudnóvölgy legészakibb részén, Trencsénvármegye határán fekvő nagy tót község, 3135 r. kath. lakossal. Posta helyben, táviró- és vasúti állomás Nyitra-Novák. A község házai szétszórtan fekszenek. 84 irtványból áll, melyek legnagyobbrészt a hegyoldalakon állanak. Lakosai vándoriparral foglalkoznak és mint üveges és ablakos tótok járják be az országot. Kath. temploma 1799-ben épült. Kegyura a nyitrai püspök. E község a XIV. században egyszerűen »Bella« néven, a XV. század elején pedig már »Bélapataka« elnevezéssel, mint a Bossányiak birtoka szerepel. Későbbi földesura a nyitrai püspök és a Rudnay család volt.”
A trianoni diktátumig Nyitra vármegye Privigyei járásához tartozott.
A háború után sokan az 1931-ben alapított üveggyárban dolgoztak. A második világháború idején támogatták a környékbeli partizáncsoportokat. 1944. november 24-én határában nagy harc folyt a németek és a partizán egységek között. 1951-ben textilgyárat, 1956-ban üveggyárat építettek a községben.

## Népessége
| Év:            | 1994. | 2004.    | 2014.   | 2024.    |
| -------------- | ----- | -------- | ------- | -------- |
| Emberek száma: | 2599  | 2327     | 2171    | 1905     |
| Eltérés:       |       | -10,46 % | -6,70 % | -12,25 % |

| Év:            | 2023. | 2024.   |
| -------------- | ----- | ------- |
| Emberek száma: | 1946  | 1905    |
| Eltérés:       |       | -2,10 % |

1910-ben 4007, túlnyomórészt szlovák anyanyelvű lakosa volt.
2001-ben 2427 lakosából 2404 szlovák volt.
2011-ben 2225 lakosából 2082 szlovák volt.
2021-ben 1994 lakosából 1898 (+4) szlovák, 2 magyar, (+1) cigány, (+1) ruszin, 18 (+3) egyéb és 76 ismeretlen nemzetiségű volt.

## Neves személyek
- Itt született Anton Hlinka (1926-2011) emigráns római katolikus pap, szaleziánus, egyetemi professzor, műfordító.
- Itt született 1925-ben Jozef Hlinka történész, numizmatikus.

## Nevezetességei
- Római katolikus temploma 1800-ban épült klasszicista stílusban, a korábbi 1572-ben épült reneszánsz templom helyén. 1945 után mellékhajóval bővítették. Késő gótikus Madonna-szobra a 16. század elején készült.
- Határában a turisták által kedvelt sícentrum és síterepek találhatók.